# 盛世长城
盛世长城，是上奇广告和中国长城航空航天工业局合资组建的广告公司。在北京、上海、广州都有公司。

## 主要客户
- 保时捷
- 西门子
- 宝洁
- 上汽大众
- 澳门金沙

## 争议
- 2003年，盛世长城为为日本丰田公司制作的丰田霸道广告，将代表中国传统文化的石狮子对霸道摆恭敬状，引起国内争论，认为涉嫌伤害民族情感，最后公司向社会道歉。
- 2008年，盛世长城北京员工家属跳楼自杀事件也对公司产生了不良影响。